# ویگوتسولو
ویگوتسولو (به ایتالیایی: Viguzzolo) یک کومونه در ایتالیا است که در استان آلساندریا واقع شده‌است.

## خصوصیات
ویگوتسولو ۱۸٫۳ کیلومترمربع مساحت و ۲٬۹۶۴ نفر جمعیت دارد و ۱۲۸ متر بالاتر از سطح دریا واقع شده‌است.